# Цзян Шоцзе
Цзян Шоцзе (англ. Sho-Chieh Tsiang; кит. 蔣碩傑; 25 августа 1918, Шанхай, Китай — 21 октября 1993, Чикаго, США) — китайский экономист, эмерит профессор экономики Корнеллского университета, один из архитекторов тайваньского чуда.

## Биография
Цзян родился 25 августа 1918 года в Шанхае в семье дипломата Цзя Цзобиня и Чжан Шуцзя.
Цзян поступил и начал учиться в Университете Кэйо в Японии, но в связи с началом Второй мировой войны пришлось переехать в Лондон, и в 1941 году получил степень бакалавра наук по экономике, а в 1945 году был удостоен степени доктора философии по экономике в Лондонской школе экономики и политических наук. Научным руководителем докторской диссертации был Фридрих Хайек.
После окончания Второй мировой войны вернулся в Китай и начал преподавательскую деятельность в качестве профессора экономики Пекинского университета в 1946—1948 годах. В связи с гражданской войной продолжил преподавание в Национальном университете Тайваня в 1948—1949 годах, а затем эмигрировал в США, устроившись сотрудником Международного валютного фонда в Вашингтоне в 1949—1960 годах. Был профессором экономики Рочестерского университета в 1960—1969 годах, профессором экономики Корнеллского университета в 1969—1985 годах. В 1985 году вышел в отставку, став эмерит профессором экономики Корнеллского университета.
В 1963—1964 году Цзян Шоцзе вместе с Лю Дачжуном были консультантами Китайской Республики и членами комитета по налоговой реформе в 1969—1971 годах. Цзян стал основателем и президентом Института экономических исследований Чжунхуа с 1981 года.
Цзян был членом Королевского экономического общества, членом Американской экономической ассоциации, почётным членом Лондонской школы экономики и политических наук с 1986 года, доктором наук по экономике Лондонского университета с 1975 года, членом Британского совета в 1943—1945 годах, членом Академии Синика с 1957 года. Был приглашённым лектором Университета Джонса Хопкинса, приглашённым профессором кафедры Рокфеллера Университета Филиппин, приглашённым сотрудником Наффилд-Колледжа при Оксфордском университете, приглашённым лектором Университета Кэйо, членом редколлегии The American Economic Review в 1974—1976 годах.
Шоцзе Цзян умер 21 октября 1993 года.
Семья
Цзян Шоцзе женился на Ма Сицзинь 17 ноября 1947 года, у них родились трое дочек: Кэтрин Мино, Кристина Шорр и Грейс Цзян. Цзян Шоцзе также приходился тестем нобелевскому лауреату по экономике 2013 году Ларсу Хансену.

## Награды
За свои достижения был неоднократно отмечен:
- 1945 — медаль Хатчинсона от Лондонской школы экономики и политических наук за лучшую докторскую диссертацию;
- 1966 — стипендия Гуггенхайма.